# Chavannes, Cher
Chavannes är en kommun i departementet Cher i regionen Centre-Val de Loire i de centrala delarna av Frankrike. Kommunen ligger  i kantonen Châteauneuf-sur-Cher som tillhör arrondissementet Saint-Amand-Montrond. År 2022 hade Chavannes 153 invånare.

## Befolkningsutveckling
Antalet invånare i kommunen Chavannes
Referens:INSEE